# Clervaux
Clervaux é uma comuna do Luxemburgo, pertence ao distrito de Diekirch e ao cantão de Clervaux.

## Demografia
Dados do censo de 15 de fevereiro de 2001:
- população total: 1.791
  - homens: 849
  - mulheres: 942
- densidade: 70,26 hab./km²
- distribuição por nacionalidade:

| Nacionalidade  | População | %      |
| -------------- | --------- | ------ |
| luxemburgueses | 1.242     | 69,35% |
| estrangeiros   | 549       | 30,65% |
| - portugueses  | 215       | 12,00% |
| - franceses    | 47        | 2,62%  |
| - italianos    | 8         | 0,45%  |
| - belgas       | 82        | 4,58%  |
| - alemães      | 24        | 1,34%  |
| - iuguslavos   | 83        | 4,63%  |
| - outros       | 90        | 5,03%  |

- Crescimento populacional:

| Ano        | População |
| ---------- | --------- |
| 15/02/2001 | 1.791     |
| 01/01/2002 | 1.801     |
| 01/01/2003 | 1.807     |
| 01/01/2004 | 1.796     |
| 01/01/2005 | 1.810     |